# Amor de Perdição
Amor de Perdição é uma novela do escritor português Camilo Castelo Branco, escrita em 1861 e publicada em 1862. É considerada a obra principal do escritor, e uma das mais importantes durante a fase do Romantismo em Portugal. Retrata principalmente a história do amor proibido entre Simão Botelho e Teresa de Albuquerque. Foi subtitulada pelo autor como Memórias duma Família.

## História

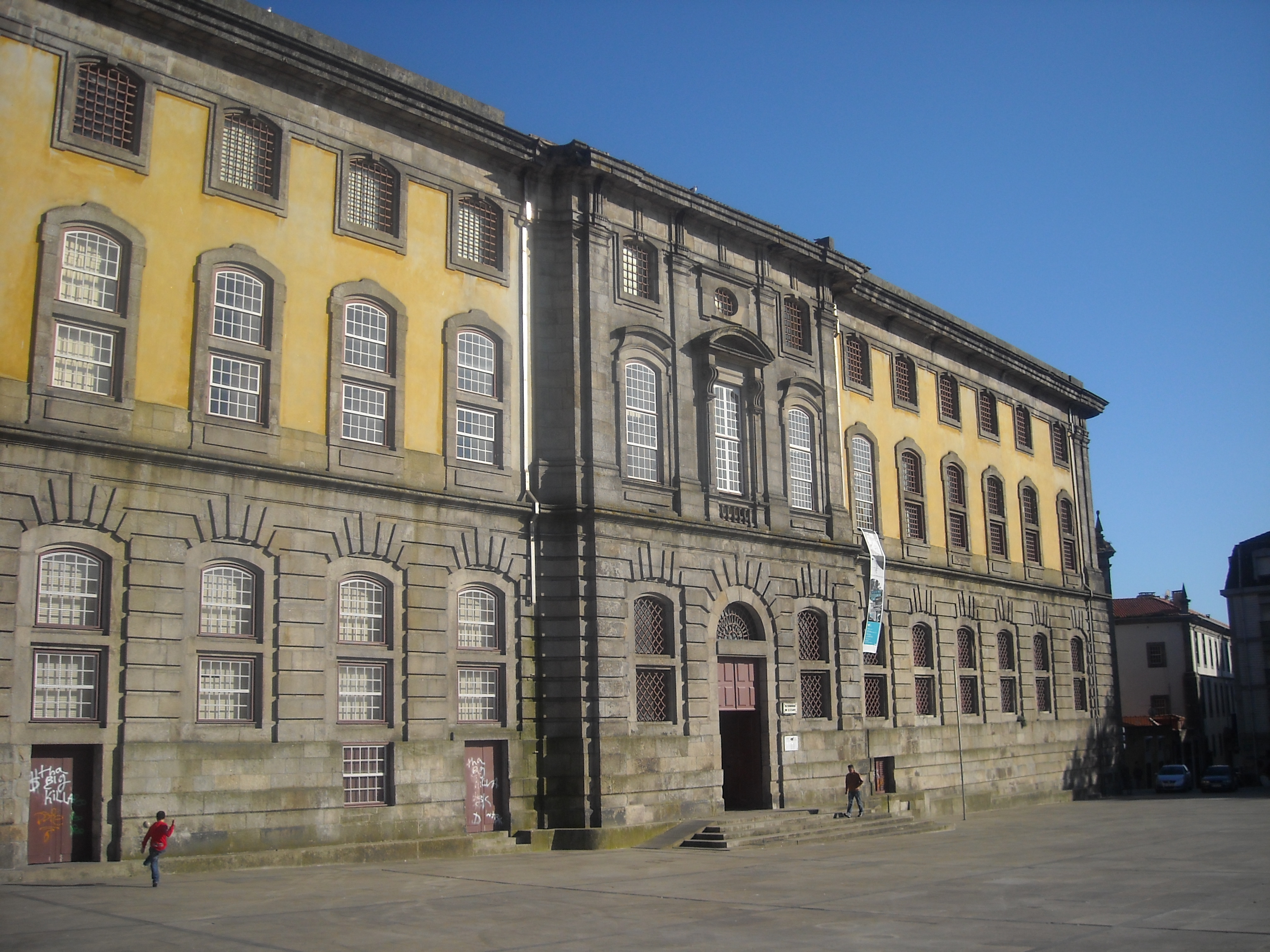
Antiga Cadeia da Relação

### Escrita e primeira publicação
Quando a obra foi escrita, em 1861, Camilo Castelo Branco encontrava-se preso na Cadeia da Relação, no Porto, devido ao crime de adultério, que tinha praticado com Ana Plácido.
A obra Amor de Perdição foi escrita durante um período de quinze dias, durante a estada do autor na cadeia. Enquanto esteve preso, também redigiu as obras O Romance de Um Homem Rico e parte de Doze Casamentos Felizes.
A primeira edição do livro foi publicada em 1862, ano em que também editou as obras Memórias do Cárcere, Coisas Espantosas e Coração, Cabeça e Estômago. Porém, o periódico Revolução de Setembro de 1 de janeiro desse ano relatou que a obra já estava em circulação, pelo que terá sido ainda editada em 1861, embora a data oficial seja de 1862, data assinalada no rosto do livro.
Em 1864, Camilo Castelo Branco escreveu a obra Amor de Salvação, que pretendia em parte funcionar em contraponto em relação ao livro Amor de Perdição.

### Reedições
Em 1983, o Real Gabinete Português de Leitura, na cidade do Rio de Janeiro, no Brasil, e a casa portuense Lello & Irmão lançaram uma reedição da obra a partir do manuscrito original, dirigida pelo professor Maximiano de Carvalho e Silva, da Universidade Federal Fluminense, e Aníbal Pinto de Castro, da Universidade de Coimbra. Em 1986, a Secretaria de Estado da Cultura publicou uma edição especial do livro, destinado aos portugueses emigrados pelo globo.

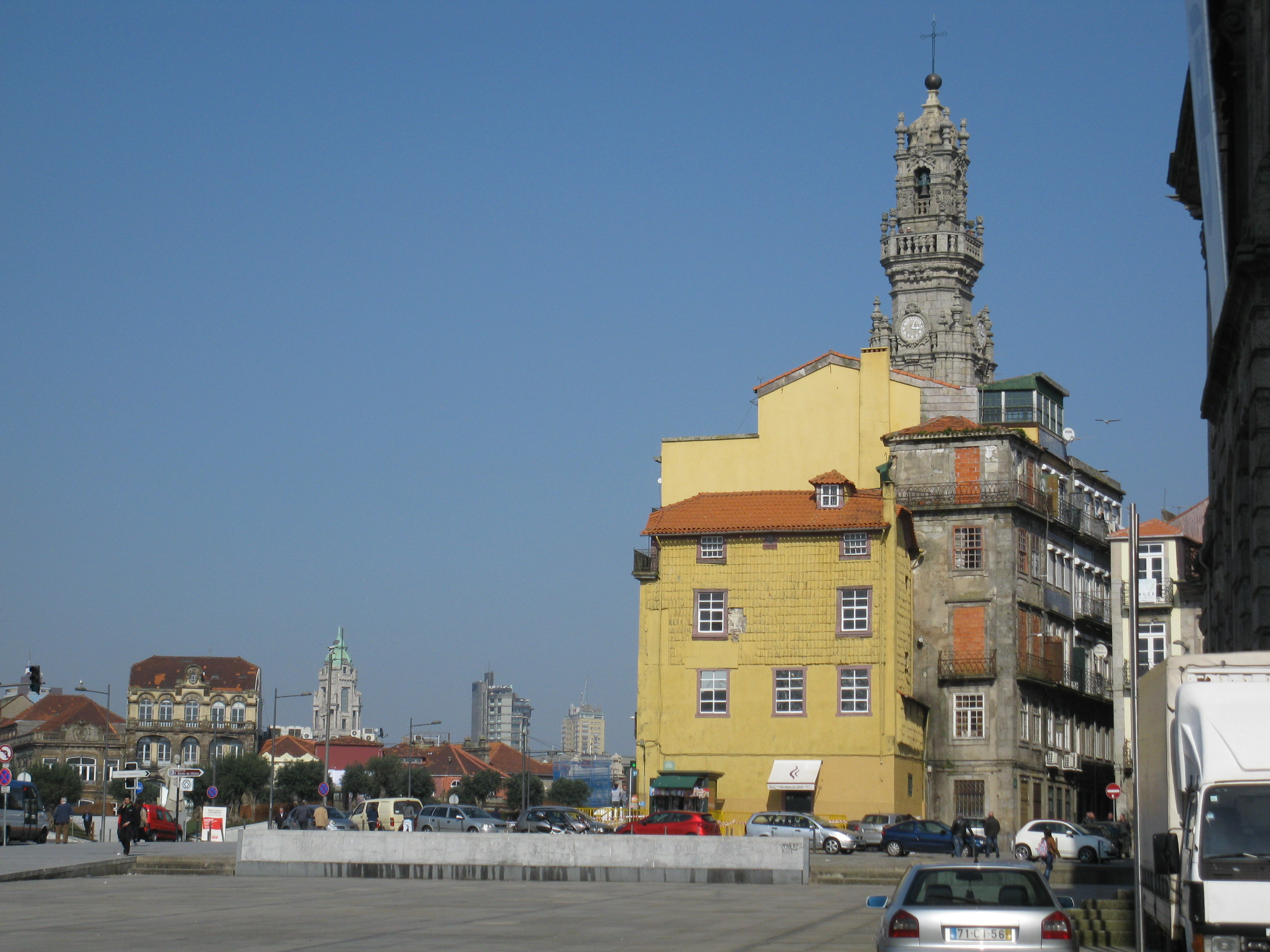
Largo Amor de Perdição, na cidade do Porto.

## Traduções e adaptações
Após a sua publicação, o Amor de Perdição depressa se tornou na obra mais conhecida do autor, tendo sido por diversas vezes traduzida, e adaptada ao teatro e cinema.

### Traduções
- Amor de perdición (Galego, 1986), ISBN 978-84-7507-236-4.
- Amore di Perdizione (Italiano, 2000) - Sellerio - La memoria n. 485 - 276 pagine - EAN 9788838916328
- Das Verhängnis der Liebe (Alemão, 1988), ISBN 3-9241754-0-3.
- Пагубная любовь (Russo, 1990), ISBN 5-280-01259-9.
- Fortapt Kjaerlighet en Families Memoarer (Norueguês, 1999), ISBN 82-7995-002-8.
- Doomed Love (Inglês, 2000), ISBN 0-943722-27-6.
- Love of Perdition (Inglês, 2016), ISBN 978-0-9938568-2-2.

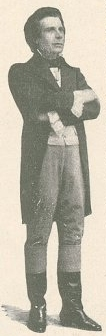
Tenor italiano Giuseppe Russitano interpretando a personagem de Simão Botelho, em 1907.

- 毁灭之恋 (Mandarim, 2001)
- الحب المهلك  (Árabe, 2023).

### Adaptações

#### Teatro
- Amor de Perdição (1907), de João Arroio[4]

#### Cinema
O livro foi seis vezes adaptado ao cinema, entre elas:
- Amor de Perdição (1921) (versão muda)
- Amor de Perdição (1943), de António Lopes Ribeiro
- Amor de Perdição (1979), de Manoel de Oliveira
- Um Amor de Perdição (2008), de Mário Barroso

#### Televisão
Em 1965, a TV Cultura apresentou a sua versão do romance, em forma de telenovela, também chamada de Amor de perdição.
Juntamente com os romances Livro negro do Padre Dinis e Mistérios de Lisboa é a base da telenovela luso-brasileira Paixões proibidas.

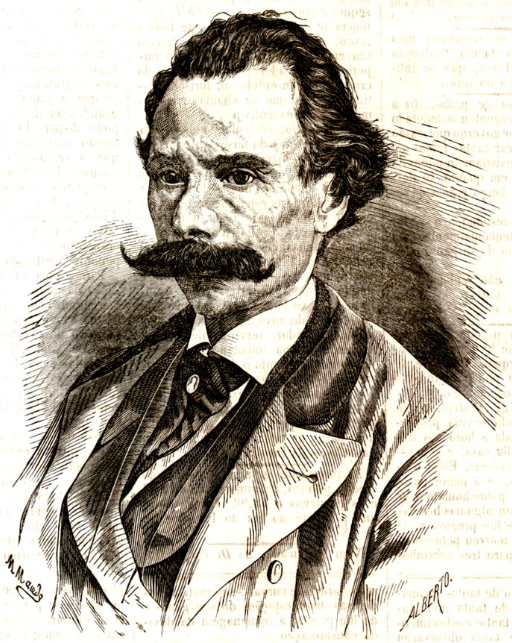
Retrato de Camilo Castelo Branco, em 1873

## Análise

### Narrador
O narrador apresenta-se em terceira pessoa, apenas identificando-se ao final do livro como sobrinho de Simão, filho de Manuel Botelho, irmão de Simão. Possui aspectos autobiográficos.

### Influências
O título do livro foi escolhido em grande parte devido à própria situação ao autor. Com efeito, parte do enredo espelha situações que Camilo Castelo Branco e Ana Plácido viveram, como uma relação amorosa infeliz, a recolha num convento, a pena de degredo, que o autor também esteve em risco de correr, e a atitude violenta que Simão teve contra a sociedade em geral, e contra o abuso dos poderes paternos. Esta ligação entre Camilo Castelo Branco e Simão está bem patente em várias partes do livro, quando Simão escreve a Teresa suplicando-lhe que renegue ao seu amor, de forma a ser poder salvar. Nestes momentos, Simão sai do seu carácter normal, tornando-se obviamente uma representação do autor. Outra inspiração para a obra foram as experiências do seu tio paterno Simão António Botelho, e de Rita, que o acolhera como órfão na cidade de Vila Real. Simão Botelho chegou ainda a ser deportado para a Índia, onde terá falecido. Esta é uma das principais diferenças em relação à obra, uma vez que Simão morreu a bordo do navio, já a caminho da Índia. Esta não foi a primeira vez que Camilo Castelo Branco se inspirou nas histórias da sua própria família, os Correias Botelhas, conhecidos como Brocas. Com efeito, também tentou escrever um livro baseado no seu avô, Domingos José Correia Botelho, que não chegou a concluir, e em 1853, uilizou pessoas da sua própria família como personagens.
Outra influência do livro foram as lendas e tradições da região entre Entre Douro e Minho, sobressaindo o diálogo onde Teresa de Albuquerque rejeitou o seu primo e pretendente Baltazar Coutinho, muito semelhante à Lenda do Trágio Juramento, documentada por Gentil Marques.

### Corrente literária
Apesar de não ser talvez o melhor livro de Camilo Castelo Branco, do ponto de vista da estrutura, é indubitavelmente o que foi escrito com mais paixão em toda a sua obra literária; e é certamente o mais conhecido. Ainda assim, é um ponto marcante na sua carreira, correspondendo à sua maturação artística. Corresponde igualmente ao auge da segunda fase do romantismo português, ao combinar os temas românticos com os excessos da paixão entre os dois protagonistas, proibida por rivalidades entre as famílias, que acaba com o seu sacrifício.

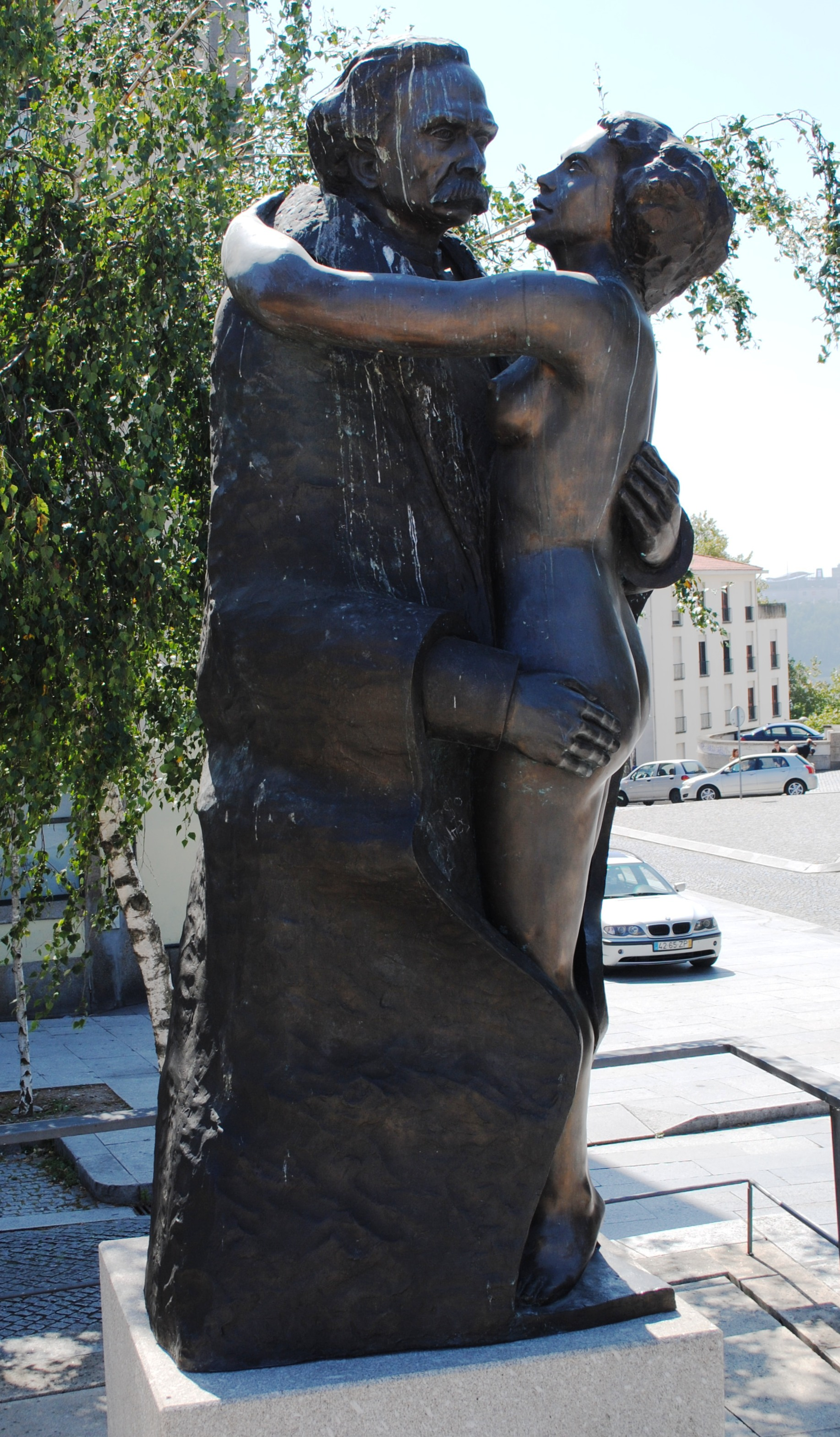
Estátua Amor de Perdição do escultor Francisco Simões, na cidade do Porto

## Enredo
O livro centra-se principalmente na relação amorosa entre Simão Botelho, de 17 anos, e Teresa de Albuquerque, com 15 anos. Esta paixão encontrou a oposição da família de Teresa, uma vez que, apesar de ambos pertencerem a famílias de origem fidalga, Simão tinha uma maior afinidade para com as pessoas do povo, preferência que também era criticada pela sua irmã Rita, que o acusava de desprezar a sua linhagem. Sobressai então o tema do amor impossível, que termina no sacrifício de ambos, sendo Teresa enclausurada num convento, enquanto que Simão é condenado ao degredo, falecendo no entanto a bordo do navio.
Simão Botelho e Teresa de Albuquerque pertencem a famílias rivais: ele, filho, de dezoito anos de idade de um juiz e ela, de 16 anos de idade, sendo filha única, de um amado, mas tiranizado nobilotto provincial. Eles estão perto e - por causa de disputas triviais - seus pais se odeiam. A história se passa em Coimbra, onde estudou o jovem, e em Viseu, onde as famílias residem. O amor floresce quase involuntariamente e, uma vez que é detectado, ele é ferozmente contestado por ambos os pais. Para complicar o primo de Teresa, Baltasar intervém, visando à força obrigar Teresa a aceitá-lo como marido sendo aceite e apoiado por sua família. A dedicação é total dos dois amantes mútuos intransigentes. Por Teresa recusar seu primo, é enviada para um convento, primeiro em Viseu e depois no Porto. Simão tenta ver a garota, mas é impedido pela família e agora também por seu primo. Exasperado de uma proibição injustificada e com medo de mais violência que poderia forçá-la a se casar com  Baltazar, tira proveito de uma provocação na rua e mata-o. Ele se recusa a fugir e se entregar às autoridades. Não adiantaria para ele tentar se defender e então é condenado à forca. O pai acabou mudando sua decisão, empurrado por sua esposa e amigos. Ele pediu e obteve a aceitação de que a sentença passasse a ser comutada para dez anos de exílio nas Índias portuguesas. Simão é colocado a bordo do navio que está partindo para Goa. A partir do porto vê sua amada por trás das grades do convento. Ele percebe que ele está morrendo e ele recebe uma carta na qual Teresa declara que ele nunca conheceu a maioria, se não no céu. Ela morre consumida por infelicidade. Ele segue logo depois e é lançado ao mar. Também morre a sua jovem serva Mariana, que ama Simão desesperadamente, tendo-o tratado e seguido nos dias de prisão.

## Personagens
Simão Botelho - O protagonista, ama Teresa, apesar de serem de famílias rivais. Acadêmico, sai de casa para viver o seu amor, até que vai preso após matar o primo de sua amada.
Teresa de Albuquerque - A protagonista, ama Simão, apesar de serem de famílias rivais. Foi internada em um convento pelo pai para tirar de sua mente o amado, apesar de não conseguir esquecê-lo, após a mesma ter rejeitado o primo.
Mariana - Apaixonada por Simão desesperadamente, sua serva.
João da Cruz - Ferreiro pai de Mariana, é quem socorre Simão e se torna grande amigo dele. Acaba assassinado.
Baltasar - Primo de Teresa que quer se casar com ela a todo custo. Acaba morto por Simão.
Tadeu de Albuquerque - Pai de Teresa, não aceita seu relacionamento com Simão e exige que ela se case com Baltasar, seu sobrinho. Por ela se negar se casar com ele, Tadeu a interna em um convento.
Domingos Botelho - Pai de Simão, juiz de fora. Apesar de rejeitar o filho por ele amar a filha de seu rival, acaba o ajudando quando ele vai preso.
Dona Rita Preciosa - Mãe de Simão. Mesmo o marido tendo rejeitado o filho, ela tenta o ajudar.
Manuel Botelho - Irmão mais velho de Simão, teve um desentendimento com ele e com o pai no passado, o que fez com que saísse de casa.
Maria Botelho - Irmã de Simão.
Ana Botelho - Irmã de Simão.
Rita Botelho (Ritinha) - Irmã mais nova de Simão, a mais apegada a ele.
Josefa - Cunhada de João da Cruz.